# 東新郡
東新郡（：／ Tongsin gun */?） 是朝鮮民主主義人民共和國慈江道東南的一個郡，東南與平安南道相鄰。位於狄逾嶺山脈和妙香山脈之間、清川江上游。最高點為海拔2,019公尺的雄魚水山。面積1,205平方公里，2008年人口47,460人。下分1邑、14里。

## 歷史
1952年設郡。